# Колхоз
Колхоз (рус. колхоз =  слушајⓘ) је колективно задружно пољопривредно газдинство у бившем СССР-у. Земља којом се у њему располаже је државно власништво дато на коришћење, док су механизација и остала производна средства власништво самог колхоза. Настали су спајањем више ситних индивидуалних газдинстава и били су карактеристични за густо насељене делове СССР-а. Колхозници су поседовали малу окућницу и одређен број грла стоке. Површина ових газдинстава износила је око 6.000 ha.
Године 1948. је, након доношења Резолуције Информбироа, а како би се доказало да су Тито и његови сурадници заиста прави комунисти, у комунистичкој Југославији проведена колективизација села по узору на совјетске колхозе. У југословенском случају, сељачке колективи су називани задругама, а учлањивање сељака у њих (што је подразумевало одрицање од власништва земље и стоке) је спровођено под притиском власти, све према совјетском узору. Колосални социјални експеримент је дао лоше резултате – глад у држави је избегнута захваљујући хуманитарној помоћи из САД и других земаља демократског света, које су засновале савезништво с комунистичком Југославијом – те се од њега одустало након неколико година.

## Име
Сложеница рус. колхоз је контракција од рус. коллективное хозяйство. Овај руски термин је усвојен у другим језицима као позајмљеница; међутим, неки други језици су извели еквиваленте из матерњег корена, као што је украјински укр. колгосп, од укр. колективне господарство, белоруски блр. калгас; естонски kolhoos; летонски kolhozs; и литвански kolūkis.

## Колхози и совхози
Колхози и совхози били су две саставнице социјалистичког сектора у пољопривреди, који је развијан након победе Октобарске револуције 1917. године, као противтежа породичним пољопривредним газдинствима. Покрет задругарства у Совјетском Савезу је двадесетих година још био наизглед спонтан и драговољан, те се изражавао у три главна облика: ТОЗ (сељачка радна задруга, где су и земља и алати остајали у власништву сељака, али је рад био колективизиран, док је приход расподељиван и с обзиром на власништво и с обзиром на рад), артељ (пољопривредна радна задруга, где су колективизирани и алати и земља, осим куће и окућнице, а приход је расподељиван с обзиром на радне дане, трудодане), те сељачка економска комуна, тј. „совхоз”"  (гдје је све имање било колективизирано, а приход је расподељиван с обзиром на потребе појединаца односно породице; те су комуне осниване само на национализованим земљиштима која су претходно припадала племићима или манастирима). По попису 1929. чак 60.2 посто колхоза чинили су ТОЗ-ови, 33,6 посто артељи, а само 6,2 посто комуне.
Комунистичка партија Совјетског Савеза је 1929. одлучила а 1930. да започне са спровођењем насилне колективизацију сеоских пољопривредних господарстава после које је колхоз постао обавезан, преузевши аспект државне привреде, те је каснијих година била честа пракса мењања статуса колхоза у совхоз или обрнуто. Разлика је практично укинута пошто је Хрушчовљево водство КПСС увело зајамчене плате и за колхознике. Колхозницима је системом путовница било онемогућено да се преселе у град, а до 1969. године су и деца рођена у колхозу била обавезна да тамо остају, а ова везаност за земљу колхоза делимично се вратила у феудализам.
За разлику од колхоза, који су обухватали имања сељака и званично били њихова колективна својина, колхози су били у званичном власништву државе. Углавном се радило о имањима која су пре револуције била у власништву власти; ова имања су била у просеку већа (у просеку око 15.000 хектара, тј. отприлике три пута већа од колхоза), имала су најбољу земљу и најлакше су се добијала механизацијом и другим средствима за савремену пољопривреду.
Статистички подаци о колективним фармама у СССР-у
 'Колективне фарме и државне фарме у СССР-у: број газдинстава, просечна величина и удео у пољопривредној производњи' 
| Година | Број колхоза | Број совхоза | Величина колхоза у | Величина совхоза у | Удео колхоза | удео совхоза | Удео домаћинстава |
| ------ | ------------ | ------------ | ------------------ | ------------------ | ------------ | ------------ | ----------------- |
| 1960.  | 44.000       | 7400         | 6600               | 26.200             | 44 %         | 18 %         | 38 %              |
| 1965.  | 36.300       | 11.700       | 6100               | 24.600             | 41 %         | 24 %         | 35 %              |
| 1970.  | 33.000       | 15.000       | 6100               | 20.800             | 40 %         | 28 %         | 32 %              |
| 1975.  | 28.500       | 18.100       | 6400               | 18.900             | 37 %         | 31 %         | 32 %              |
| 1980.  | 25.900       | 21.100       | 6600               | 17.200             | 35 %         | 36 %         | 29 %              |
| 1985.  | 26.200       | 22.700       | 6500               | 16.100             | 36 %         | 36 %         | 28 %              |
| 1990.  | 29.100       | 23.500       | 5900               | 15.300             | 36 %         | 38 %         | 26 %              |

Извор: Статистички годишњак СССР, наведена годишта, Државни статистички комитет СССР, Москва.

## Нестајање колхоза након 1991.
После распада Совјетског Савеза колхози су посве нестали у закавкаским и средњоазијским државама, делом у склопу опште приватизације (Грузија, Азербејџан итд.), делом државним декретима о њиховој преобразби (Туркменистан, Таџикистан итд.) Опстају у Русији, Украјини и Молдавији, али њихов број и њихов удео у пољопривреди стално се смањују.
Број колхоза и свих пољопривредних задруга у Русији, Украјини и Молдавији 1990. – 2005.
|        | Русија       | Русија         | Украјина     | Украјина       | Молдавија    | Молдавија      |
| Година | Број колхоза | Задруге укупно | Број колхоза | Задруге укупно | Број колхоза | Задруге укупно |
| ------ | ------------ | -------------- | ------------ | -------------- | ------------ | -------------- |
| 1990.  | 12.800       | 29.400         | 8354         | 10,792         | 531          | 1891           |
| 1995.  | 5522         | 26.874         | 450          | 10,914         | 490          | 1232           |
| 2000.  | 3000         | 27.645         | 0            | 14,308         | 41           | 1386           |
| 2005.  | 2000         | 22.135         | 0            | 17,671         | 4            | 1846           |

Извори: 
- За Русију: Пољопривреда у Русији, статистички годишњак, Државни статистички комитет, Москва, наведена годишта.
- За Украјину. „Rethinking Agricultural Reform in Ukraine” (PDF). Архивирано из оригинала (PDF) 28. 10. 2008. г. Приступљено 25. 11. 2021., IAMO, Halle, Nemačka.
- За Молдавију: Таблице земљишног баланса, Државна агенција за земљишни катастар, Кишињев, наведена годишта.

Потребно је међутим запазити да су услед укидања колхоза и совхоза само ретко настајала индивидуална пољопривредна имања: у већини случајева се променио правни облик функционирања, али је колектив наставио да ради мање-више као и до тада. Током 1990-их година се, заправо, могло рећи да се само промијенио натпис на вратима управе. Чланови колхоза, наиме, нису имали ни алата, ни новца, ни знања ни навика потребних за вођење самосталних имања – углавном су били задовољни ако им се дало више слободе да у својим шталама узгајају свиње и другу стоку (често, плаћајући колективу за сточну храну – својим радом), спремају месо у властитим пушницама и слободно продају месо, воће поврће и разне сеоске производе који су произвели у својим кухињама и појатама. Тек након више од двадесет година, с променом генерација, примећује се на руском селу прави опоравак квалитета менаџмента и раст производње.